# 538 TCN
538 TCN là một năm trong lịch La Mã.